# Роттен, Бонни
Бонни Роттен (англ. Bonnie Rotten; род. 9 мая 1993, Цинциннати, Огайо, США) — американская порноактриса и модель.

## Биография
Родилась 9 мая 1993 года в городе Гамильтон, штат Огайо. Имеет итальянские, немецкие, польские и еврейские корни. Выросла на попечении дедушки и бабушки.
Первый сексуальный опыт приобрела в 12-летнем возрасте с 13-летним мальчиком, первый опыт группового секса — в 16 лет. С юности ощущает себя бисексуалкой. Подрабатывала моделью и стриптизёршей. В порнобизнесе с 2012 года. Тогда же сделала себе операцию по увеличению груди. Часто снимается в БДСМ-сценах.
Известна по своим многочисленным татуировкам, которых более 30-ти, в том числе вокруг сосков и в подмышках. Первую татуировку Бонни нанесла себе сама в возрасте 13-ти лет.

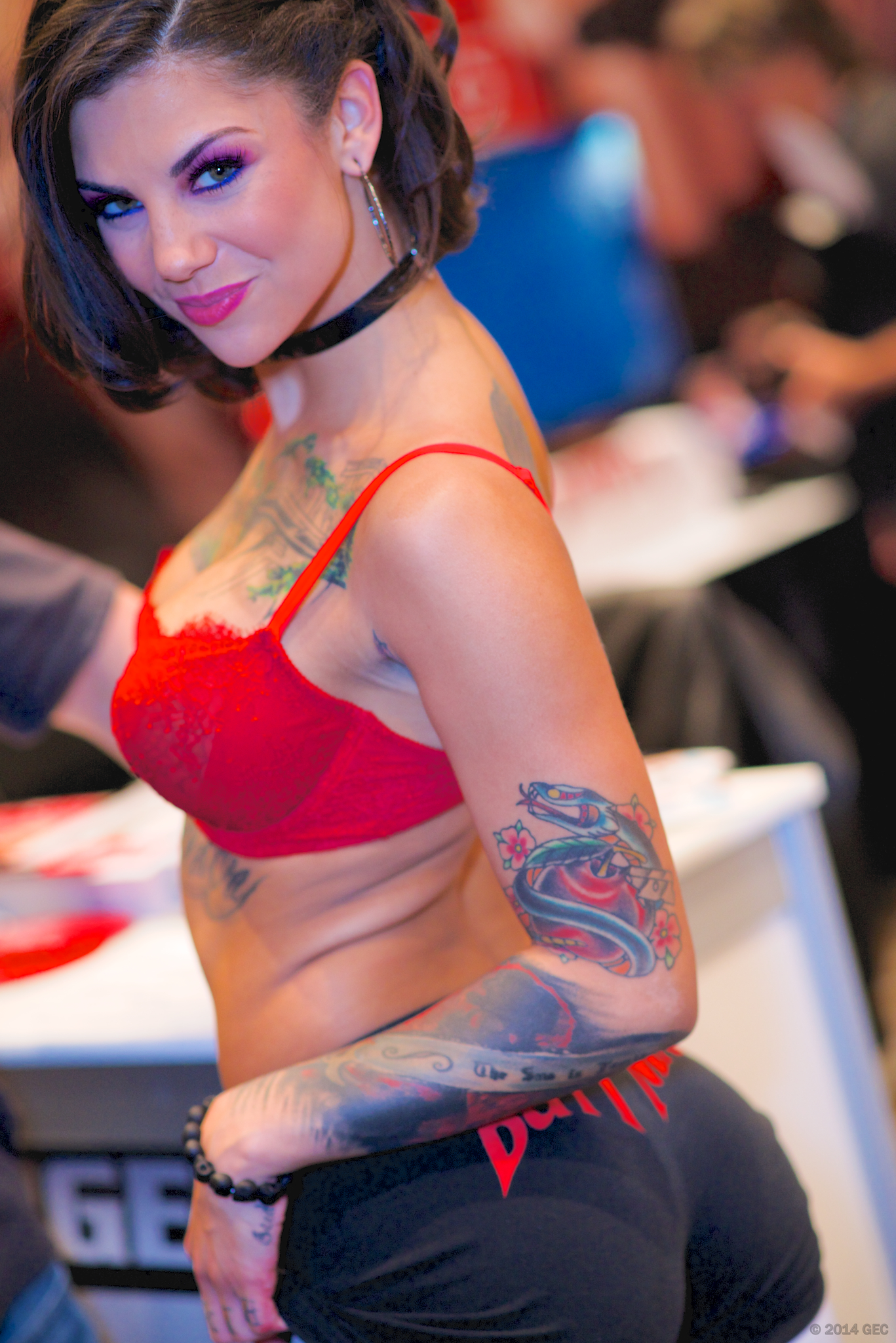
Бонни Роттен на AVN Adult Entertainment Expo в отеле Hard Rock Hotel в Лас-Вегасе, 17 января 2014 года

Помимо работы в порно-индустрии, начиная с 2013 года Бонни Роттен выступала в качестве исполнителя в стриптиз-клубах многих городов. В октябре 2015 года компания «The Lee Network» объявила об эксклюзивном соглашении с Бонни и представлении её интересов в её танцевальных выступлениях.

## Личная жизнь
Какое-то время Бонни Роттен была замужем за музыкантом Деннисом Де Сантисом. В мае 2015 года она объявила, что беременна и в том же году родила дочь. Поскольку она прекратила съёмки в порно в феврале 2015 года, она заявила, что не планирует возвращаться в киноиндустрию для взрослых. По состоянию на конец 2021 года Бонни Роттен встречалась с известным американским телеведущим Джесси Джеймсом, и 25 июня 2022 года она вышла за него замуж.

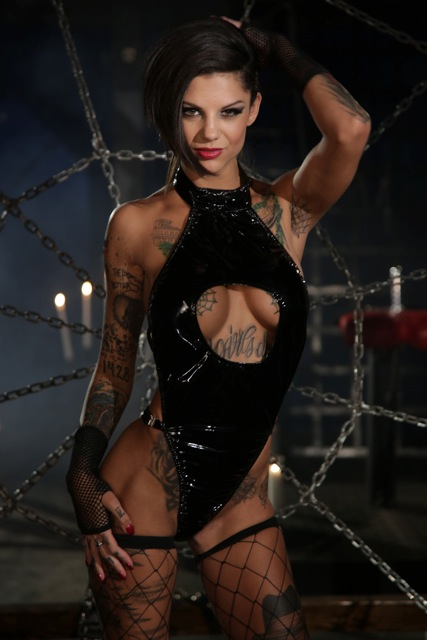

## Премии и номинации
| Год  | Награда                    | Результат | Категория                                                                             | Фильм                             |
| ---- | -------------------------- | --------- | ------------------------------------------------------------------------------------- | --------------------------------- |
| 2012 | Inked Award                | Победа    | Старлетка года                                                                        | н/д                               |
| 2012 | NightMoves Award           | Победа    | Мисс Коллегиальность                                                                  | н/д                               |
| 2013 | AVN Award                  | Номинация | Лучшая лесбийская групповая сцена (с Asphyxia Noir & Skin Diamond)                    | Meet Bonnie                       |
| 2013 | AVN Award                  | Номинация | Лучшая новая старлетка                                                                | н/д                               |
| 2013 | AVN Award                  | Номинация | Лучшее тело                                                                           | н/д                               |
| 2013 | Inked Award                | Победа    | Исполнительница года                                                                  | н/д                               |
| 2013 | Inked Award                | Победа    | Сцена года                                                                            | The Gang Bang of Bonnie Rotten    |
| 2013 | NightMoves Award           | Номинация | Лучшая исполнительница                                                                | н/д                               |
| 2013 | NightMoves Award           | Победа    | Звезда социальных сетей (по версии фанатов)                                           | н/д                               |
| 2013 | NightMoves Award           | Победа    | Лучшие чернила (по версии фанатов)                                                    | н/д                               |
| 2013 | NightMoves Award           | Номинация | Лучшая фигура в целом                                                                 | н/д                               |
| 2013 | RogReviews Fan Faves Award | Победа    | Любимый новичок                                                                       | н/д                               |
| 2013 | Sex Award                  | Победа    | Самая горячая новая девушка                                                           | н/д                               |
| 2013 | Sex Award                  | Номинация | Любимый сайт порнозвезды                                                              | н/д                               |
| 2013 | Sex Award                  | Номинация | Идеальная пара для просмотра порно на экране (с Mike Adriano)                         | н/д                               |
| 2013 | Sex Award                  | Номинация | Самая горячая сцена секса (with Skin Diamond and Asphyxia Noir)                       | Meet Bonnie                       |
| 2013 | Sex Award                  | Номинация | Самая горячая сцена секса (with Riley Reid)                                           | The Slut Does Porn                |
| 2013 | XBIZ Award                 | Номинация | Лучшая сцена гонзо/полнометражный фильм (вместе с Миком Блу и Рамоном Номаром)        | Meet Bonnie                       |
| 2013 | XRCO Award                 | Номинация | Новая старлетка                                                                       | н/д                               |
| 2013 | XRCO Award                 | Номинация | Кремовая мечта                                                                        | н/д                               |
| 2014 | AVN Award                  | Номинация | Лучшая лесбийская сцена группового секса (с Lexi Belle, Christy Mack & Gia DiMarco)   | Brazzers Presents: The Parodies 3 |
| 2014 | AVN Award                  | Номинация | Лучшая сцена анального секса (вместе с Рамоном Номаром)                               | Evil Anal 19                      |
| 2014 | AVN Award                  | Номинация | Лучшая Ж/Ж сцена секса (с Nikki Hearts)                                               | Beyond Fucked: A Zombie Odyssey   |
| 2014 | AVN Award                  | Победа    | Лучшая групповая сцена (с Karlo Karerra, Tony DeSergio, Mick Blue & Jordan Ash)       | The Gang Bang of Bonnie Rotten    |
| 2014 | AVN Award                  | Номинация | Лучшая оральная сцена                                                                 | Facial Overload 3                 |
| 2014 | AVN Award                  | Номинация | Лучшая сцена от первого лица (с Dana Vespoli)                                         | Lesbian Anal P.O.V. 2             |
| 2014 | AVN Award                  | Номинация | Лучшая сцена безопасного секса (с Erik Everhard)                                      | Hotel No Tell                     |
| 2014 | AVN Award                  | Номинация | Лучшая сцена стриптиза                                                                | Hot Body Ink                      |
| 2014 | AVN Award                  | Номинация | Лучшая сцена секса втроем — ММЖ (с Billy Glide & Bill Bailey)                         | Whore’s Ink                       |
| 2014 | AVN Award                  | Номинация | Лучшая сцена секса втроем — ЖЖМ (с Gia DiMarco & Danny Wylde)                         | Obedience School                  |
| 2014 | AVN Award                  | Победа    | Лучшая исполнительница года                                                           | н/д                               |
| 2014 | XBIZ Award                 | Номинация | Исполнительница года                                                                  | н/д                               |
| 2014 | XBIZ Award                 | Победа    | Лучшая сцена-неигровой релиз (с Tony DeSergio, Jordan Ash, Mick Blue & Karlo Karrera) | The Gangbang of Bonnie Rotten     |
| 2014 | XBIZ Award                 | Номинация | Лучшая сцена - выпуск виньетки (с Gia DiMarco & Danny Wylde)                          | Obedience School                  |
| 2014 | XCritic Award              | Победа    | Исполнительница года                                                                  | н/д                               |